# آلبرت آمراین
آلبرت آمراین (آلمانی: Albert Amrhein; ۲۹ دسامبر ۱۸۷۰ – ۲۰ مهٔ ۱۹۴۵) بازیکن راگبی ۱۵ نفره اهل آلمان بود.
از باشگاه‌هایی که در آن بازی کرده‌است می‌توان به باشگاه فوتبال آینتراخت فرانکفورت اشاره کرد.
وی در مسابقات کشوری و بین‌المللی در مجموع برندهٔ ۱ مدال نقره شده‌است.